# Списак буњевачких племићких породица
|  |  |  |  |  |  |  |  |  |  |  |  |  |  |  |  |  |  |  |  |  |  |  |  |  |  |  |  |  |  |

## А
- Адамовић
- Алага
- Амброзовић
- Антуновић

## Б
- Бабић
- Барашевић
- Барић
- Бибић
- Блесић
- Бошњак
- Брњаковић
- Буквић

## В
- Видаковић
- Војнић
- Воларић
- Вујевић
- Вуковић

## Г
- Грашалковић
- Гугановић

## Д
- Дулић

## Ђ
- Ђелмиш
- Ђураковић

## И
- Иванић
- Иванковић
- Ивковић

## Ј
- Јакобчић
- Јанчовић
- Јарамазовић
- Јосић

## К
- Каић
- Кајић
- Кнезовић
- Копуновић
- Ковач
- Ковачић
- Кујунџић

## Л
- Латиновић
- Лучић

## М
- Мамужић
- Мандић
- Манић
- Марковић
- Маркулин
- Мартинковић
- Матијевић
- Матић
- Миковић
- Милашин
- Мукић

## Н
- Нимчевић
- Новаковић

## О
- Орчић

## П
- Парчетић
- Пауковић
- Перчић
- Пиласановић
- Пијуковић
- Прћић

## Р
- Радић
- Рудић

## С
- Сарић
- Стипановић
- Сучић
- Сударевић
- Стрилић

## Т
- Томашић

## Ф
- Фратричевић

## Х
- Хорват

## Ш
- Шарчевић
- Шишковић
- Шошмић
- Шоштарић